# Čáryfuk
Čáryfuk (v anglickém originále Catweazle) je britský televizní seriál společnosti London Weekend Television natočený na přelomu 60. a 70. let 20. století, napsaný Richardem Carpenterem. Vznikly dvě řady po 13 dílech, každý díl měl 25 minut. V Československé televizi měl seriál premiéru v roce 1987. První série se vysílala ve Studiu Kamarád každé nedělní dopoledne od 26. dubna 1987 do 19. července 1987 (s výjimkou 27. května).
Seriál byl populární ve Velké Británii, Nizozemsku, Německu, Austrálii, Norsku, Československu a dalších zemích.

## Shrnutí
Titulní postavu vytvořil Geoffrey Bayldon (český dabing Ferdinand Krůta). Jednalo se o výstředního, neschopného, neupraveného a zapáchajícího (ale milého) čaroděje Čáryfuka. Jeho společníkem byla vždy ropucha zvaná Touchwood (čti Tačvúd). Hlavní ženskou roli maminky ztvárnila herečka českého původu Hana Maria Pravda, která emigrovala po komunistickém převratu v roce 1948 a od roku 1956 žila ve Velké Británii.

### První série
Čáryfuk žil ve skalách v Anglii, kde měl všechny potřebné materiály k provádění kouzel. Jenže byl pronásledován Normany a aby jim unikl, pokusil se létat. Jeho kouzlo však nevyšlo a tak cestoval časem a dostal se nešťastnou náhodou do roku 1970. V realitě roku 1970 se seznámil se zrzavým chlapcem, kterému říkali Mrkev, pravým jménem Edward. Ten většinu času ve všech dílech první série trávil tím, že se pokoušel skrýt Čáryfuka před svým otcem a jeho pomocníkem Samem. Edward byl synem anglického farmáře. Farma se však postupně zadlužovala, a když hrozilo, že by ji museli prodat, pomohl Čáryfuk Edwardovi s hledáním chybějící části historické sochy. Díky tomu se dostali z krize a Čáryfuk se mohl dále věnovat hledání způsobu jak se vrátit v čase. Edward pochopitelně nevěřil, že by Čáryfuk mohl být čaroděj. Ale nakonec se Čáryfukovi podařilo odcestovat zpět do minulosti.

### Druhá série
Čáryfukovi se konečně podařilo dostat zpět do své doby, více než 900 let zpět do minulosti. Jenže návrat se Čáryfukovi nevyvedl přesně tak, jak si představoval. Byl uvězněn Normany, ovšem díky svému podvodu se osvobodil. Aby jim unikl, znovu se pokusil létat, nicméně se nešťastnou náhodou opět objevil v budoucnosti, jenže na jiném místě. Zde se opět na čas usídlil, aby našel 13. znamení zvěrokruhu, při čemž mu pomáhal chlapec Cedric. Společně se zaplétali do nejrůznějších problémů, aby našli další znamení zvěrokruhu. Cedric byl synem bohatého vlastníka zámku, který se však shodou okolností dostal také do finanční krize. Čáryfuk nakonec pomohl Cedricovi v objevení skrytého pokladu, přičemž sám objevil třinácté znamení zvěrokruhu. Celá druhá série končí odletem Čáryfuka v horkovzdušném balóně.